# Kamienica przy ulicy Szewskiej 35 we Wrocławiu
Kamienica przy ulicy Szewskiej 35 – kamienica o średniowiecznym rodowodzie znajdująca się przy ulicy Szewskiej we Wrocławiu.  

## Historia i opis architektoniczny

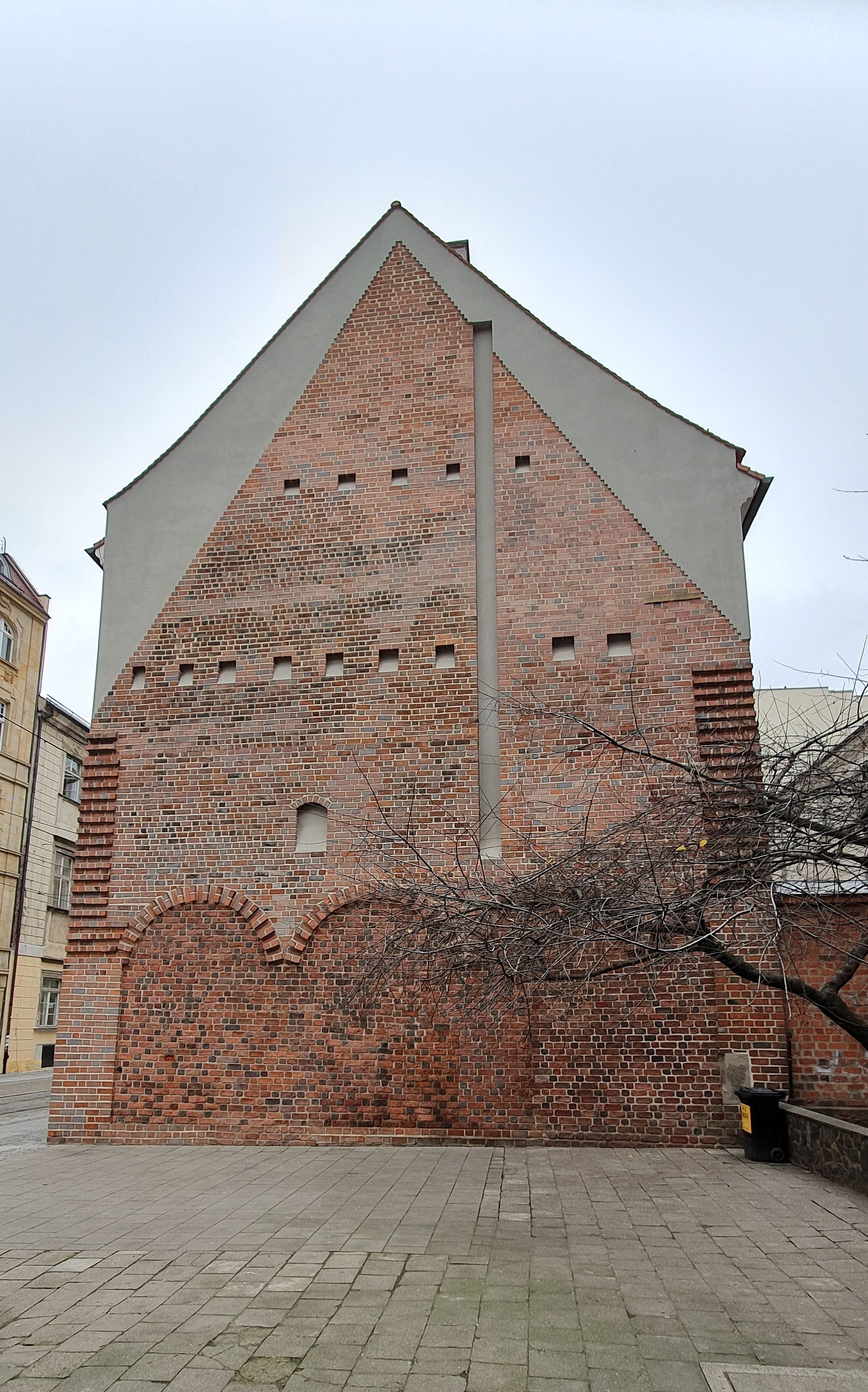
Szczytowa ściana południowa kamienicy z widocznymi gotyckimi pozostałościami po sąsiedniej kamienicy

Pierwszy budynek na działce nr 35 został wzniesiony w drugiej połowie XIII wieku, a według Marzeny Jagiełło-Kołaczyk były to dwa budynki o układzie szczytowym. Budynek był jednoizbowy zbudowany na planie prostokąta. W XIV wieku budynek został rozbudowany, a około roku 1600 i w pierwszej połowie XIX wieku gruntownie go przebudowano. Zmieniła się wówczas fasada domu i dodano pomieszczenia oficyny. Kolejne drobniejsze zmiany dokonywano w 1859 i 1925 roku. Obecny budynek ma formę klasycystyczną opartą na elementach gotyckich i renesansowych. Murowany z cegły budynek kalenicowy ma trzy kondygnacje o dwuipółtraktowym układzie. Jest podpiwniczony i posiada nieużytkowe poddasze. W jego osi znajduje się przelotowa sień prowadząca na dziedziniec, nakryta sklepieniem zwierciadlanym z lunetami i ozdobiona skromnym portalem z ornamentem diamentowym. Sześcioosiowa elewacja w części parterowej jest boniowana. Okna na parterze otoczone są zachowanymi gotyckimi opaskami, a na I piętrze renesansowymi fasciowymi opaskami; nad dwoma środkowymi oknami na pierwszej kondygnacji zachowały się łukowe naczółki. Po południowej stronie na tyłach kamienicy znajduje się ceglany gotycki mur.      
Do końca lat 70. XIX wieku kamienica należała do Ewangelickiego Stowarzyszenia Szkolnego.

### Po 1945
Budynek nie uległ zniszczeniu podczas działań wojennych w 1945 roku. Podczas jego remontu usunięto pozostałości po sąsiedniej kamienicy nr 34, odsłaniając ścianę południową z dawną gotycką ścianę szczytową. Od lat 80. XX wieku znajdował się tu miejski przytułek dla bezdomnych oraz publiczny zakład dezynfekcyjny. Obecnie budynek spełnia funkcje mieszkalno-usługowe. W 2010 roku budynek został wyremontowany. Odnowiono wówczas m.in. elewację, nad kolorystyką której czuwała projektantka Maria Szarejko.